# The Shins
The Shins és una banda estatudinenca de rock alternatiu formada a Albuquerque (Nou Mèxic) a l'any 1996, amb seu a Portland (Oregon). La banda és el projecte del cantautor James Mercer, que al llarg del temps i amb molts canvis en els membres de la banda, s’ha mantingut com a únic membre constant.

## Biografia
La banda es va iniciar com un projecte en paral·lel a Flake Music (1992-1999) formada pel guitarrista i vocalista James Mercer, el bateria Jesse Sandoval, el teclista Martin Crandall i el baixista Neal Langford. Ja havien editat dos senzills i un àlbum amb el nom: When You Land Here It's Time to Return (Omnibus Records). El 1999, Flake Music es va separar i Neal Langford es va unir a The Shins. Els primers disc de la nova formació, Oh, Inverted World (2001), va tenir bona acceptació rebent elogis de la crítica. Oh, Inverted World, produït pel nou segell Sub Pop Records, va ser llançat en vinil i tot seguit en disc compacte. L'àlbum va arribar a les 100.000 còpies venudes en dos anys, tot un record per a un segell indie. La cançó New Slang inclosa al disc, es va utilitzar a l'anunci de McDonald's per als Jocs Olímpics d'hivern de 2002 [].
Els drets d'autor obtinguts van ajudar Mercer a comprar una casa a Portland, on la banda va construir un estudi al soterrani des d'on hi van enregistrar el segon àlbum, Chutes Too Narrow (2003). En aquest moment, es va substituir Langford al baix per Dave Hernandez. Encara que gravar en un soterrani no era gens còmode, afirmaven que era “més barat que en un estudi" []. L'àlbum va tenir una bona acollida a la premsa, amb molt bones vendes i posicionant-se al davant de Oh Inverted World en el lloc 47 de la llista Top 100 dels millors àlbums de 2000 – 2004 []. Chutes Too Narrow inclou la cançó So Says I, una de les favorites dels seus fans i de més contingut polític, comparant les corrupcions dels sistemes comunista i capitalista.
A l’any 2004, Caring is Creepy i New Slang, dues cançons d'Oh, Inverted World, van formar part de la pel·lícula Garden State (2004) de Zach Braff. A la cinta, Natalie Portman, fa escoltar la cançó New Slang a Zach Braff i li diu “que canviarà la seva vida per sempre”.[]. La pel·lícula va popularitzar el grup i va propiciar que el seu tercer àlbum, Wincing the Night Away (2007), esdevingués un èxit arribant al número dos del Billboard 200 i guanyant una nominació als premis Grammy. A conseqüència d’això, van signar per a Columbia Records i Mercer va decidir renovar la banda [].
El 2009, el grup va prescindir de Martin Crandall i Jesse Sandoval, oficialment per motius artístics, i va donar la benvinguda a Ron Lewis al baix i Joe Plummer a la bateria. Després d'una pausa de gairebé cinc anys, van llançar Port of Morrow (2012), el seu quart àlbum d'estudi. Aquest és el seu primer àlbum que es publicà sota el segell de James Mercer, Aural Apothecary, en col·laboració amb Columbia Records. Port of Morrow va arribar al tercer lloc de les llistes nord-americanes i el primer senzill Simple Song va arribar al top 10 de la llista de cançons alternatives Billboard Hot 100.
El 2014, The Shins van gravar i llançar una nova cançó, So Now What, per a la banda sonora de la pel·lícula Wish I Was Here, dirigida per Zach Braff. Mercer va dir a la revista Billboard que era "una de les millors cançons que havia fet mai".[] El 2016, Mercer va començar a treballar en el cinquè àlbum de la banda, Heartworms, que sortí el 10 de març de 2017, igualment cinc anys després de l’anterior. En aquell any, la banda estava formada per James Mercer, Joe Plummer (bateria), Jessica Dobson (guitarra), Yuuki Matthews (baix), i Richard Swift (teclats) [].

## Àlbums
- 2001 Oh, Inverted World (Sup Pop)
- 2003 Chutes Too Narrow (Sup Pop)
- 2007 Wincing the Night Away (Sup Pop)
- 2012 Port of Morrow (Aural Apothecary/Columbia Records)
- 2017 Heartworms (Aural Apothecary/Columbia Records)

## Senzills
- Nature Bears a Vacuum (1998, Omnibus)
- When I Goose-Step (2000, Omnibus)
- New Slang (2001, Sub Pop)
- Know Your Onion! (EP, 2002, Sub Pop)
- So Says I (2003, Sub Pop)
- Fighting in a Sack (EP, 2004, Sub Pop)
- Phantom Limb (EP, 2007, Sup Pop)
- Australia (EP, 2007, Sup Pop)
- Turn on Me (EP, 2007, Sup Pop)
- Sea Legs (EP, 2007, Sup Pop)
- Simple Song (Port of Morrow, 2012)